# Münchau (Schondra)
Münchau ist ein Gemeindeteil des Marktes Schondra im unterfränkischen Landkreis Bad Kissingen in Bayern.

## Geographische Lage
Der Weiler Münchau liegt südwestlich von Schondra. Westlich von Münchau verläuft in Nordost-Südwest-Richtung der Fluss Schondra.
Durch Münchau verläuft der Schondra-Radweg.

## Geschichte
Münchau entstand um das Jahr 800 durch die Ansiedlung sächsischer Kriegsgefangener als Weiler von Schönderling zunächst unter den Namen „Sachsen“ und (in der Folgezeit) „Wüstensachsen“. Weitere sächsische Gründungen waren Nappenbach, Schwärzelbach und das inzwischen wüst gewordene, etwa bei der Heckmühle gelegene Staranbach. Die erste bekannte, offizielle Erwähnung von Münchau stammt aus dem Jahr 1141, möglicherweise in Zusammenhang mit dem Kloster Thulba. Im Rahmen der Gemeindeumbildung von 1818 kam Münchau in den Gemeindeverband mit Schönderling. Im Jahr 1873 entstand in Münchau ein vier Meter hohes Kreuz; am 27. Mai 1906 wurde eine Feldkapelle mit Kreuzweg eingeweiht. Im Februar 1960 entstand der Wasserverband Münchau, der später jedoch wieder aufgelöst wurde. Am 1. Mai 1978 wurde Schönderling im Rahmen der Gebietsreform in Bayern in den Markt Schondra eingegliedert, Münchau wurde damit ein Gemeindeteil von Schondra.